# Свічинський Іван Павлович
Свічинський Іван Павлович (1903, с. Юр'ївка, Дніпропетровська область, Україна — невідомо) — діяч українського підпілля на Донбасі, міський провідник Донецька в 1943 році.

## Діяльність
Створював демократичну програму ОУН. Мав вищу освіту, працював викладачем в одному з донецьких вузів. При німцях був головним інженером управління хлібозаводів Донецька. Був членом ОУН(м). Коли німці заарештували мельниківців вийшов на контакт з бандерівським підпіллям. Сильно хворів на запалення легенів.
Заарештований 1945 року і етапований з Юріївки. Засуджений на 15 років каторжних робіт. Реабілітований у 1991 році.
У 1991 році ще був живий. Подальша доля невідома.